# Settimana santa di Bitonto
La Settimana santa di Bitonto è una delle principali ricorrenze rituali tradizionali della città. Durante la settimana che precede la Pasqua si tengono le visite ai sepolcri (re sepùlchere, in dialetto bitontino) e la tradizionale processione del Venerdì santo. Le giornate cerimoniali principali sono il Venerdì di passione, il Mercoledì santo, il Giovedì santo e il Venerdì santo. Tutte le statue esposte in processione, esclusa la crocifissione che è in cartapesta, sono in legno, e alcune sono considerate veri capolavori della scultura lignea e risalgono al Seicento.

## Settimana di Passione
La sera del Giovedì di passione, in piazza Cattedrale si tiene un concerto delle marce funebri organizzato dalla banda locale Tommaso Traetta. La mattina del Venerdì di passione dalla cattedrale parte la processione della Desolata. Sfila l'Addolorata. Con il viso rivolto a terra e gli occhi straziati è vestita di pizzo nero e mantiene un fazzoletto fra le mani. La statua dell'Addolorata è adornata di rose rosse ai suoi piedi e illuminata da 111 candele posti in duplice fila intorno alla statua.
In questa occasione l'Addolorata si presenta con uno spadino che le trafigge il cuore, a significare il dolore di tutte le madri che perdono un figlio. L'immagine è accompagnata da bambini delle scuole elementari della città che, con le loro voci bianche, intonano La Desolata, un inno all'Addolorata composto nei primi del novecento, da Cepollaro, sui versi scritti dal vescovo Pasquale Berardi.
La sera della Domenica delle palme si ha la caratteristica Via Crucis che anima il centro storico.

## Mercoledì santo
Le due bande cittadine più importanti (Tommaso Traetta e Filarmonica Bitontina) percorrono le vie del centro storico. La tradizione vuole che le due bande simboleggino Gesù e Maria. Come Maria, secondo la Bibbia non riesce mai a trovare suo figlio Gesù, così le due bande non dovranno mai incontrarsi.

## Giovedì santo
Il giovedì santo è destinato alla visita dei sepolcri: secondo la tradizione bitontina (ma esistente in tutta la Puglia) è necessario visitarne almeno sette. Verso le 17,30 vi è l'esecuzione delle marce tradizionali. Un'ora dopo vi è invece l'esecuzione delle marce funebri. Entrambi i concerti sono svolti presso piazza Cattedrale e piazza Cavour, nel centro storico.
Con l'avvio delle marce funebri si aprono le chiese per la visita ai sepolcri. Particolare attenzione deve rivestire la visita ai sepolcri della chiesa del Purgatorio e alle immagini, che partendo da qui saranno portate in processione il giorno seguente.
Verso mezzanotte arriva alla chiesa del Purgatorio il Trofeo floreale che custodisce il Legno santo, due schegge del Sacro legno della croce, una delle tre parti (le altre due si troverebbero a Roma e a Gerusalemme, essendo quella custodita a Santo Toribio de Liebana in Spagna la parte più grande conservata oggi) in cui era stata divisa la santa croce che, secondo la tradizione, Santa Elena imperatrice, madre dell'imperatore Costantino, era riuscita a prelevare a Gerusalemme. Queste schegge furono donate dall'arcivescovo di Siponto e Manfredonia nel 1711 e sono racchiuse da una grande croce d'argento e cristallo. 

## Venerdì Santo

### Processione dei Misteri
Il venerdì santo come già anticipato è il giorno più atteso. Verso le 4 di notte, dalla chiesa di San Domenico, realizzata nel XV secolo, parte la processione dei Misteri, curata dall'Arciconfraternita Maria Santissima del Rosario. L'origine di tale processione risale al 1714, quando all'artista andriese Gaetano Frisardi furono commissionate le cinque statue rappresentanti i misteri. Solo nel 1721 furono aggiunte il Cristo morto e l'Addolorata, mentre dal 2007 sfila anche la Pietà. Otto, dunque, sono le statue portate in processione che, nell'ordine di avanzamento sono:
- Gesù nell'orto;
- Gesù alla colonna;
- Gesù alla canna;
- Gesù con la croce;
- Crocifissione;
- Pietà;
- Cristo deposto;
- Addolorata.

Fino al 1768 la processione dei Misteri si svolgeva la sera del Giovedì santo. Dal 1835, in seguito al real decreto di Ferdinando IV, la processione fu spostata alla mattina del Venerdì fino al 1957, data in cui fu spostata al pomeriggio del Sabato santo. Dal 2007 la processione si svolge nella notte tra il Giovedì e il Venerdì santo.
Le statue percorrono a passo lento le vie principali della città e del centro storico. Alla processione partecipano le confraternite del Santissimo Rosario, di Sant'Antonio e del Santissimo Crocifisso. Apre la processione lo stendardo dell'arciconfraternita del S.Rosario, accompagnato dal suono di flauti, tamburi e trombe della banda musicale cittadina, che offre le marce funebri dei maestri Pasquale La Rotella, Davide Delle Cese, Michele Carelli e Biagio Abbate, e preceduti da un suonatore di pifferi che apre la processione.
Alle 9,30 in corso Vittorio Emanuele ha luogo la caratteristica "meditazione sui Misteri", con le immagini che vengono collocate davanti al Palazzo della Città.

### Processione di Gala

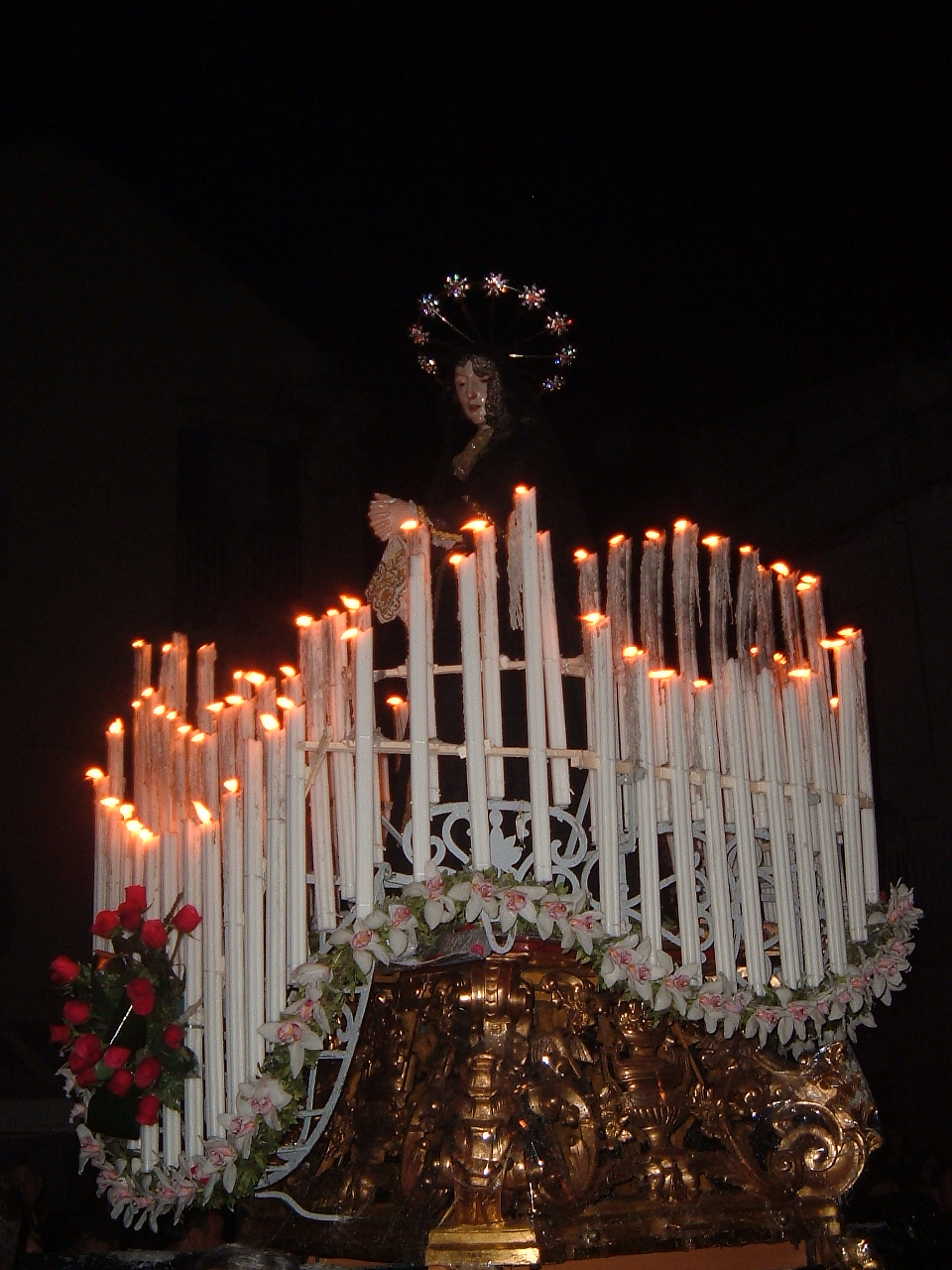
La Madonna Addolarata durante la processione di gala

Non seconda alla "processione dei Misteri" è la "processione di gala". Essa parte dalla chiesa del Purgatorio, ha inizio al tramonto e si ritira solo all'alba del sabato Santo.
La processione di Gala percorre anch'essa il centro storico ma secondo un tragitto diverso dalla processione precedente.
Alla processione vengono proposte tre statue: il Cristo, l'Addolorata e il Legno Santo.
Anche qui la processione si apre con il suonatore di pifferi e le confraternite che sfilano.
Segue la "culla" (in dialetto: la nach) del Cristo Morto, diversa da quella utilizzata nella processione dei misteri. Questa è stata realizzata a Napoli nel 1880 da Raffaele Vitolo in legno intarsiato rosso adornato di putti e fiori dorati che sorreggono la statua del Cristo morto.
È quindi il turno della Madonna Addolorata. Le sue 111 candele, insieme a fiaccole disposte sui due lati delle vie, costituiscono le uniche fonti di luce lungo l'intero percorso della processione: le luci cittadine delle strade interessate in tale percorso, infatti, vengono appositamente spente.
L'Addolorata è seguita da una delle tre copie della sacra sindone realizzata nel 1646 (le altre due si trovano a Bologna e Fabriano). Ad essa segue il Legno Santo custodito in un trofeo floreale che ogni anno cambia tema; un dettaglio che i bitontini conoscono bene è il forte odore d'incenso che ne precede l'arrivo. A chiudere la solenne processione è il sindaco che, sempre per rispettare la tradizione, è l'ultimo nella lunga folla di partecipanti.